# Pracownik ochrony

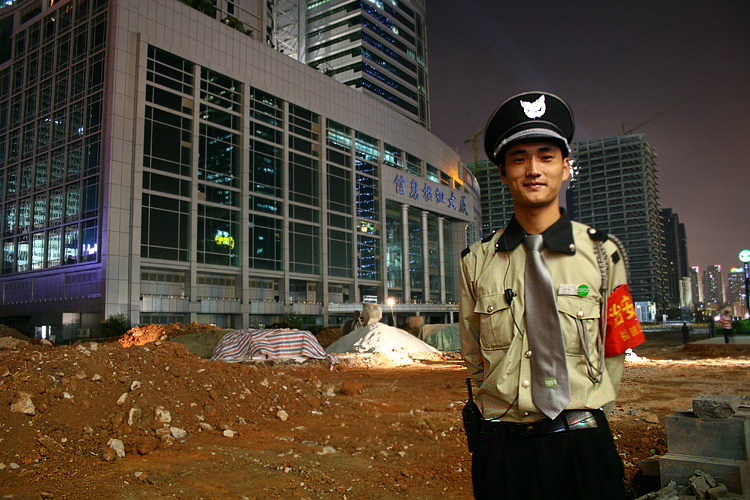
Pracownik ochrony strzegący budynku w Chinach

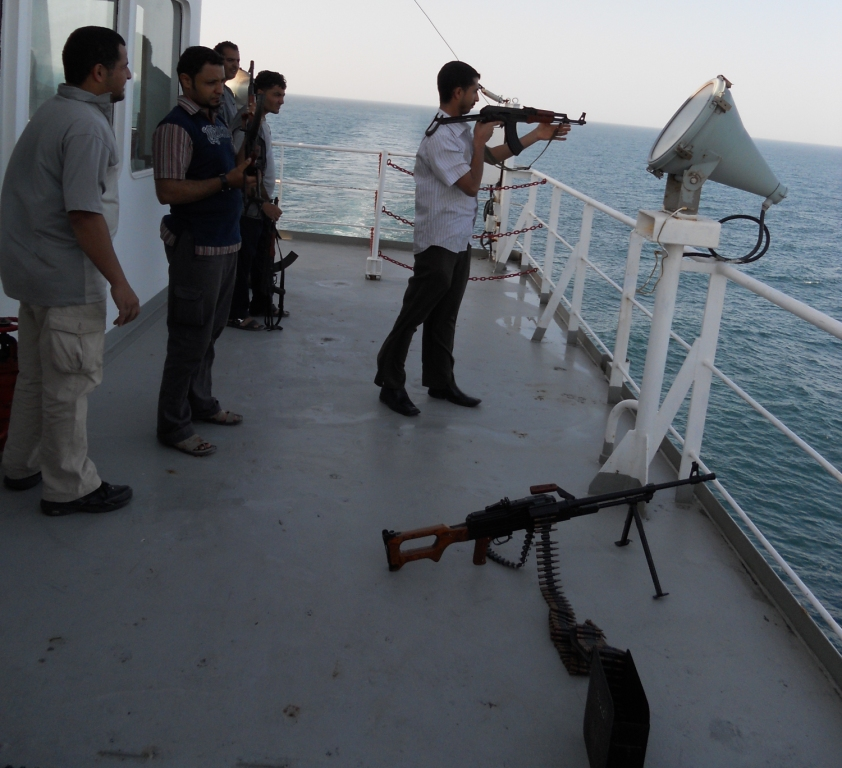
Ochroniarze na pokładzie statku płynącego przez wody, na których działają piraci

Pracownik ochrony (ochroniarz, strażnik, agent ochrony) – zawód wykonywany przez osobę zatrudnioną w agencji ochrony lub wewnętrznej służbie ochrony i zajmującą się zapewnieniem bezpieczeństwa i ochroną. Pracownik ochrony wykonuje zadania ochrony w formie stałej, doraźnej, konwojowaniu mienia oraz przedmiotów wartościowych i niebezpiecznych, a także dozorze sygnałów alarmowych.

## Pracownicy ochrony w Polsce
W polskim porządku prawnym podstawę prawną działania firm i pracowników ochrony określa ustawa z dnia 22 sierpnia 1997 r. o ochronie osób i mienia (Dz.U. z 2021 r. poz. 1995). 1 stycznia 2014 roku weszła w życie ustawa z dnia 13 czerwca 2013 r. o zmianie ustaw regulujących wykonywanie niektórych zawodów (Dz.U. z 2013 r. poz. 829) znosząca licencję pracowników ochrony i zastępująca je wpisem na listę kwalifikowanych pracowników ochrony fizycznej lub zabezpieczenia technicznego.
Pracownikiem ochrony jest osoba wpisana na listę kwalifikowanych pracowników ochrony fizycznej lub kwalifikowanych pracowników zabezpieczenia technicznego, i wykonującą zadania ochrony w ramach wewnętrznej służby ochrony albo na rzecz przedsiębiorcy, który uzyskał koncesję na prowadzenie działalności gospodarczej w zakresie usług ochrony osób i mienia, lub osobę wykonującą zadania ochrony, w zakresie niewymagającym wpisu na te listy, na rzecz przedsiębiorcy, który uzyskał koncesję na prowadzenie działalności gospodarczej w zakresie usług ochrony osób i mienia.

### Uprawnienia pracownika ochrony
Każdy pracownik ochrony przy wykonywaniu zadań w granicach chronionych obiektów i obszarów ma prawo stosować środki porządkowe:
- ustalić uprawnienia do przebywania na obszarach lub w obiektach chronionych
- legitymować osoby w celu ustalenia ich tożsamości,
- wezwać osoby nieuprawnione lub zakłócające porządek do opuszczenia chronionego obszaru bądź obiektu,
- ująć osoby stwarzające w sposób oczywisty bezpośrednie zagrożenie dla życia lub zdrowia ludzkiego oraz dla chronionego mienia w celu niezwłocznego oddania ich policji.

W przypadku zagrożenia dóbr powierzonych ochronie lub odparcia ataku na pracownika ochrony, a także w przypadku gwałtownego bezprawnego zamachu na konwojowane wartości (pieniądze, przedmioty wartościowe lub niebezpieczne) bądź osoby je ochraniające kwalifikowany pracownik ochrony fizycznej może stosować środki przymusu bezpośredniego:
- siłę fizyczną w postaci technik obrony, obezwładniających i transportowych,
- kajdanki,
- pałki,
- psy służbowe,
- przedmioty przeznaczone do obezwładniania osób za pomocą energii elektrycznej (np. paralizator, taser),
- chemiczne środki obezwładniające w postaci: ręcznych miotaczy substancji obezwładniających
- w szczególnych przypadkach[4] również broń palną w postaci[5][6]:
  - pistoletów sygnałowych,
  - pistoletów lub rewolwerów centralnego zapłonu o kalibrach od 6 do 12 mm,
  - pistoletów maszynowych o kalibrze od 6 do 12 mm,
  - strzelb powtarzalnych o kalibrze wagomiarowym 12,
  - karabinków samoczynnych o kalibrze od 5,45 do 7,62 mm.

Należy przy tym zaznaczyć, że z mocy ustawy od dnia 01.10.2005 użyte powyżej określenia zostały zmienione:
- „pistolet maszynowy” – obecnie „pistolet automatyczny” lub „karabin automatyczny” (jeśli posiada lufę dłuższą niż 30 cm),
- „karabinek samoczynny” – obecnie „karabin automatyczny”.

### Liczba pracowników ochrony
Szacunkowo ocenia się, że w branży ochrony osób i mienia zatrudnionych jest w Polsce ok. 200 000 osób.
Do 30 listopada 2000 komendanci wojewódzcy Policji wydali ogółem 42 086 licencji pracownika ochrony fizycznej pierwszego stopnia, 11 766 drugiego stopnia, 1191 licencji zabezpieczenia technicznego pierwszego stopnia i 5 licencji drugiego stopnia, natomiast łączna liczba pracowników zatrudnionych do wykonywania usług ochrony osób i mienia (także nielicencjonowanych) osiągnie liczbę około 150 000 (według MSWiA).
Według szacunków MSWiA od 1989 do marca 2009 w Polsce wydano 148 466 licencji pracownika ochrony fizycznej i 20 899 pracownika zabezpieczenia technicznego. Osób posiadających licencje jest mniej, lecz ministerstwo nie posiada informacji o liczbie cofniętych licencji.

### Przepisy prawne
- Ustawa z dnia 22 sierpnia 1997 r. o ochronie osób i mienia (Dz.U. z 2025 r. poz. 532).
- Ustawa z dnia 20 marca 2009 r. o bezpieczeństwie imprez masowych (Dz.U. z 2023 r. poz. 616).
- Ustawa z dnia 24 maja 2013 r. o środkach przymusu bezpośredniego i broni palnej (Dz.U. z 2025 r. poz. 555)
- Rozporządzenie Rady Ministrów z dnia 19 grudnia 2013 r. w sprawie szczegółowego trybu działań pracowników ochrony (Dz.U. z 2013 r. poz. 1681)
- Rozp. Ministra Spraw Wewnętrznych i Administracji z dnia 18 grudnia 1998 r. w sprawie określenia szczegółowych zasad współpracy specjalistycznych uzbrojonych formacji ochronnych z Policją, jednostkami ochrony przeciwpożarowej, obrony cywilnej i strażami gminnymi (miejskimi) (Dz.U. z 1998 r. nr 161, poz. 1108).